# Ponte Kassuende

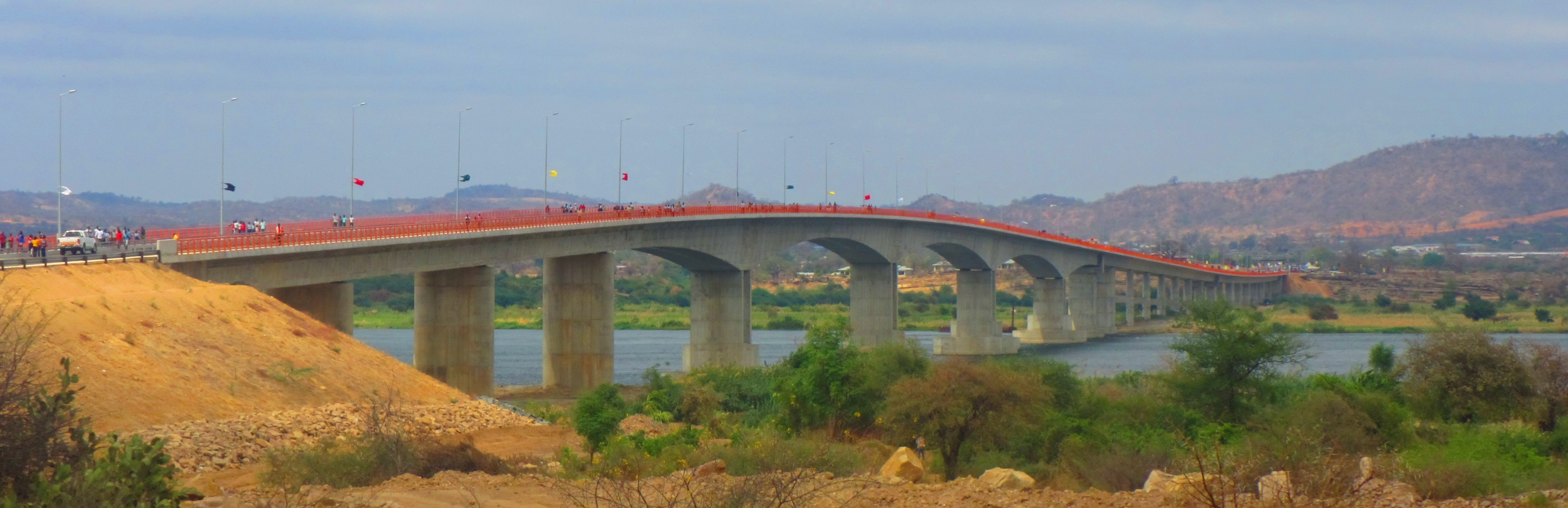
Blick auf die Brücke (November 2014)

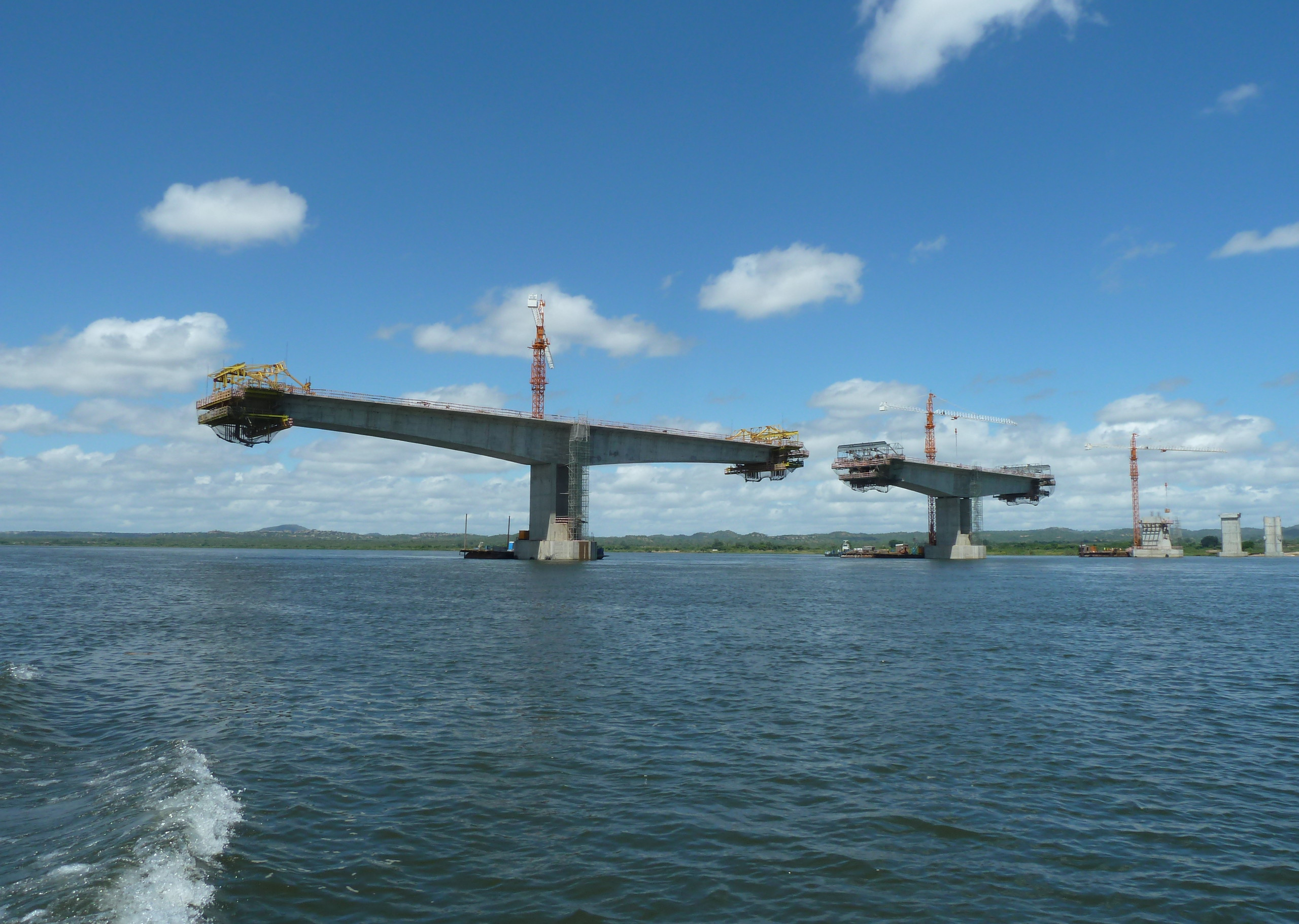
Ponte Kassuende in Bau (März 2013)

Die Ponte Kassuende ist eine Straßenbrücke über den Sambesi-Fluss bei Tete in der mosambikanischen Provinz Tete. Die Bauarbeiten für die Brücke begannen im Jahre 2011 und konnten im Oktober 2014 abgeschlossen werden, sie wurde am 12. November 2014 eingeweiht. Es ist die vierte mosambikanische Brücke über den Sambesi neben der Ponte Dona Ana, der Ponte Samora Machel und der Ponte Armando Guebuza. Betreiber der Brücke ist das Unternehmen Operadora Estradas do Zambeze, S.A.

## Geschichte
Aufgrund des wirtschaftlichen Aufschwungs Mosambiks – vor allem durch die ausländischen Investitionen im Rohstoffsektor – nahm der Verkehr auf der den Fluss überquerenden Autobrücke Ponte Samora Machel stetig zu. Insbesondere für die Verbindung in die Nachbarländer Malawi und Simbabwe war die einzige Straßenbrücke nicht ausreichend. Aus diesem Grunde schrieb die mosambikanische Regierung 2010 den Bau einer neuen Straßenbrücke über den Sambesi-Fluss nahe der Stadt Tete aus.
Die Ausschreibung – inklusive der Instandhaltung angeschlossener Straßen auf 30 Jahre – gewann das Konsortium Estradas do Zambeze, S.A. bestehend aus den Unternehmen Ascendi, Soares da Costa und Infra Engineering. Dieses wiederum beauftragte ein Konsortium aus den portugiesischen Unternehmen Mota-Engil (43,5 %), Soares da Costa (43,5 %) und Opway (13 %) mit dem Bau der Brücken und Straßen, wobei Mota-Engil Konsortialführer war. Die Bauarbeiten begannen am 1. April 2011.
Die Bauarbeiten konnten im Oktober 2014 beendet werden. Staatspräsident Armando Guebuza eröffnete die Brücke am 12. November 2014 und gab gleichzeitig bekannt, die Brücke nach der ehemaligen FRELIMO-Militärbasis Kassuende (im Distrikt Marávia, Provinz Tete) zu benennen. Mit der Einweihung ging zu dem eine Beschränkung der Ponte Samora Machel einher, die fortan vom Schwerlastverkehr nicht mehr genutzt werden darf.

## Bauwerkbeschreibung
Die Brücke befindet sich flussabwärts der Provinzhauptstadt Tete und verbindet den Stadtteil Samora Machel (am Südufer) mit dem Ort Benga des Distrikts Moatize am Nordufer. Die südliche Zufahrtsstraße ist drei Kilometer lang, die nördliche 10,5 Kilometer.
Die Brücke selbst ist 1586 Meter lang, wobei aufgrund eines Nebenarms des Sambesi zwei längere, hintereinander liegende Viadukte (beide jeweils 433 Meter lang) am Südufer zur eigentlichen Flussüberquerung führen, die wiederum über fünf Pfeiler eine Strecke von 715 Meter überspannt. Die Brücke ist – inklusive Bürgersteige – 14,53 Meter breit, die größte Bogenspannbreite beträgt 135 Meter. Die Brücke ist bemautet, die Mautstationen befinden sich jeweils an den Zufahrtsstraßen.
Die Kosten für den Bau der Brücke betrugen 80 Millionen Euro,. Die gesamten Projektkosten betragen 105,263 Millionen Euro. Darin enthalten sind auch der dazugehörige Ausbau von 260 Kilometern der nationalen Fernstraßen EN7 und EN8 – zur Verbindung nach Malawi und Simbabwe –, der Ausbau von 270 Kilometern der EN9 zwischen Cassacatiza und Tete (nach Sambia) sowie 150 Kilometern der EN304 zwischen Colomue und Mussacama.
Die parallele Straßenbrücke Ponte de Samora Machel befindet sich lediglich fünf Kilometer flussaufwärts.